# Canthidium atramentarium
Canthidium atramentarium là một loài bọ cánh cứng trong họ Bọ hung (Scarabaeidae).